# Alpi Ticinesi e del Verbano
Le Alpi Ticinesi e del Verbano (dette anche Alpi Lepontine Sud-occidentali) sono una sottosezione delle Alpi Lepontine, situate in Svizzera (Canton Ticino) ed Italia (Provincia del Verbano-Cusio-Ossola). La vetta più alta è il Basòdino che raggiunge i 3.273 m s.l.m..

## Delimitazioni
Confinano:

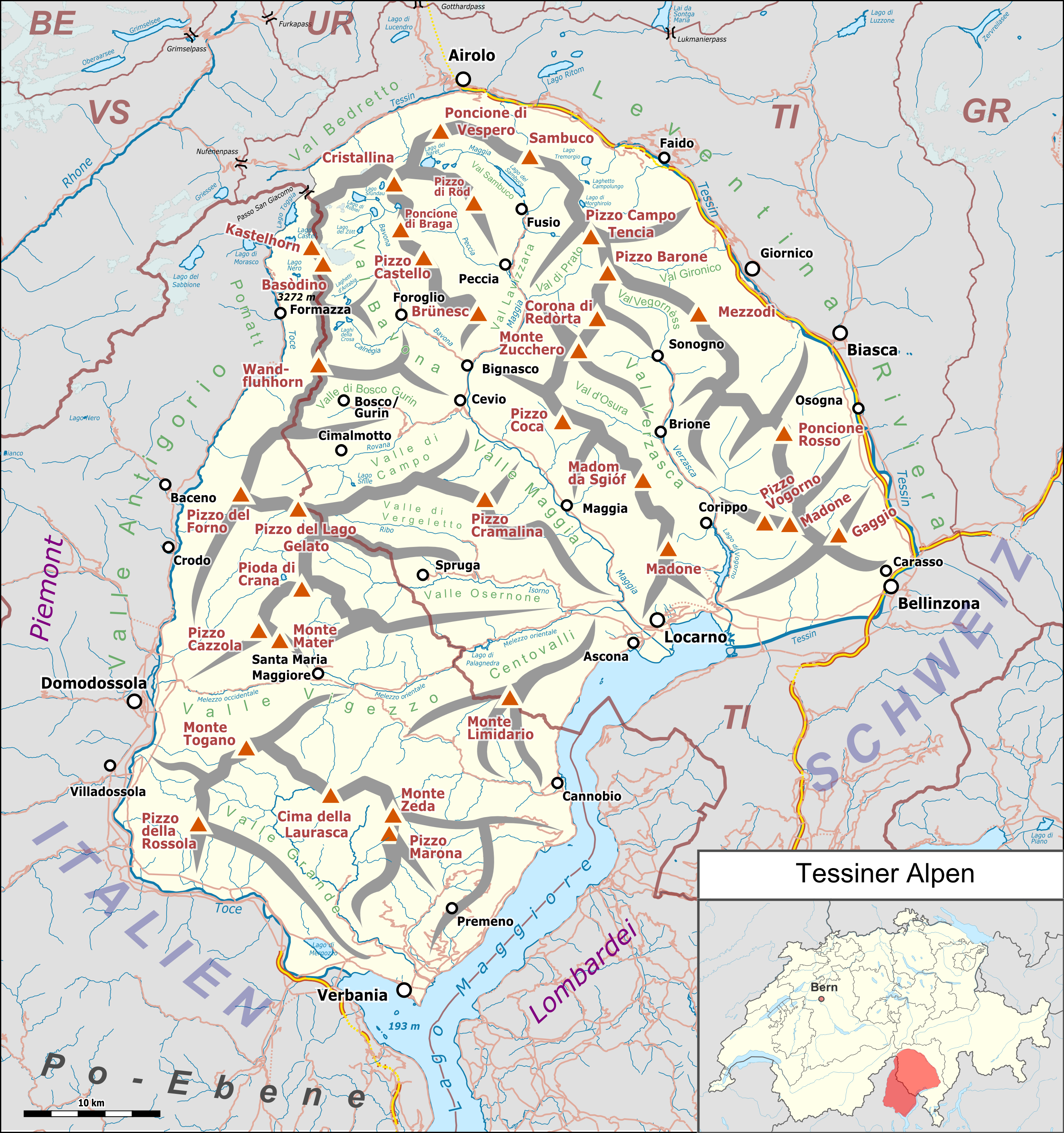
Cartina dettagliata del massiccio montuoso.

- a nord con le Alpi del Monte Leone e del San Gottardo (nella stessa sezione alpina) e separate dal passo di San Giacomo;
- ad est con le Alpi dell'Adula (nella stessa sezione alpina) e separate dal corso del fiume Ticino;
- a sud-est con le Prealpi Varesine e, marginalmente, con le Prealpi Comasche (nelle Prealpi Luganesi) e separate dal Lago Maggiore;
- a sud-ovest con le Alpi del Monte Rosa e le Alpi Biellesi e Cusiane (nelle Alpi Pennine) e separate dalla Val d'Ossola;
- ad ovest con le Alpi del Mischabel e del Weissmies (nelle Alpi Pennine) e separate dalla parte superiore della Val d'Ossola.

Ruotando in senso orario i limiti geografici sono: Passo di San Giacomo, fiume Ticino, Bellinzona, Magadino, Locarno, Lago Maggiore, fiume Toce, Passo di San Giacomo.

## Classificazione
La classificazione SOIUSA delle Alpi Ticinesi e del Verbano è la seguente:
- Grande parte = Alpi Occidentali
- Grande settore = Alpi Nord-occidentali
- Sezione = Alpi Lepontine
- Sottosezione = Alpi Ticinesi e del Verbano
- Codice = I/B-10.II

## Suddivisione
Si suddividono in quattro supergruppi, undici gruppi e 28 sottogruppi:
- Catena Basodino-Cristallina-Biela (A)
  - Gruppo del Basodino i.s.a. (A.1)
    - Gruppo del Pizzo San Giacomo (A.1.a)
    - Gruppo del Basodino p.d. (A.1.b)

  - Gruppo del Cristallina i.s.a.(A.2)
    - Gruppo del Cristallina p.d. (A.2.a)
    - Gruppo del Pizzo Castello (A.2.b)
    - Gruppo del Pizzo di Röd (A.2.c)

  - Catena Fiorera-Biela-Corona di Groppo (A.3)
    - Gruppo del Pizzo Solögna (A.3.a)
    - Gruppo del Pizzo Biela (A.3.b)
    - Gruppo Corona del Groppo-Pizzo Quadro (A.3.c)
- Gruppo dell'Onsernone[3] (B)
  - Costiera Lago Gelato-Porcareccio-Medaro (B.4)
    - Gruppo del Pizzo Lago Gelato (B.4.a)
    - Gruppo del Pizzo Cramalina (B.4.b)
    - Gruppo del Pizzo Medaro (B.4.c)

  - Costiera Scheggia-Crana-Ruscada (B.5)
    - Gruppo della Scheggia (B.5.a)
    - Gruppo del Pizzo Ruscada (B.5.b)
- Catena Togano-Laurasca-Limidario (C)
  - Gruppo del Togano (C.6)
  - Gruppo Zeda-Laurasca (C.7)
    - Gruppo della Laurasca (C.7.a)
    - Gruppo dello Zeda (C.7.b)

  - Gruppo del Limidario (C.8)
- Catena Campo Tencia-Zucchero-Madone Grosso (D)
  - Gruppo del Campo Tencia i.s.a. (D.9)
    - Gruppo del Poncione di Vespero (D.9.a)
    - Gruppo del Pizzo Campolungo (D.9.b)
    - Gruppo del Pizzo Campo Tencia (D.9.c)
    - Gruppo del Pizzo Barone (D.9.d)

  - Gruppo del Maggia (D.10)
    - Gruppo del Monte Zucchero (D.10.a)
    - Gruppo del Pizzo delle Pecore (D.10.b)
    - Gruppo del Poncione Piancascia (D.10.c)

  - Gruppo della Verzasca (D.11)
    - Gruppo del Madom Gröss (D.11.a)
    - Gruppo della Cima di Gagnone (D.11.b)
    - Gruppo del Poncione Rosso (D.11.c)
    - Gruppo del Pizzo di Vogorno (D.11.d).

la Catena Basodino-Cristallina-Biela, il Gruppo dell'Onsernone e la Catena Togano-Laurasca-Limidario si trovano nella parte occidentale delle Alpi Ticinesi e del Verbano e rispettivamente a nord, al centro e a sud. Invece la Catena Campo Tencia-Zucchero-Madone Grosso si trova nella parte orientale.

## Vette principali

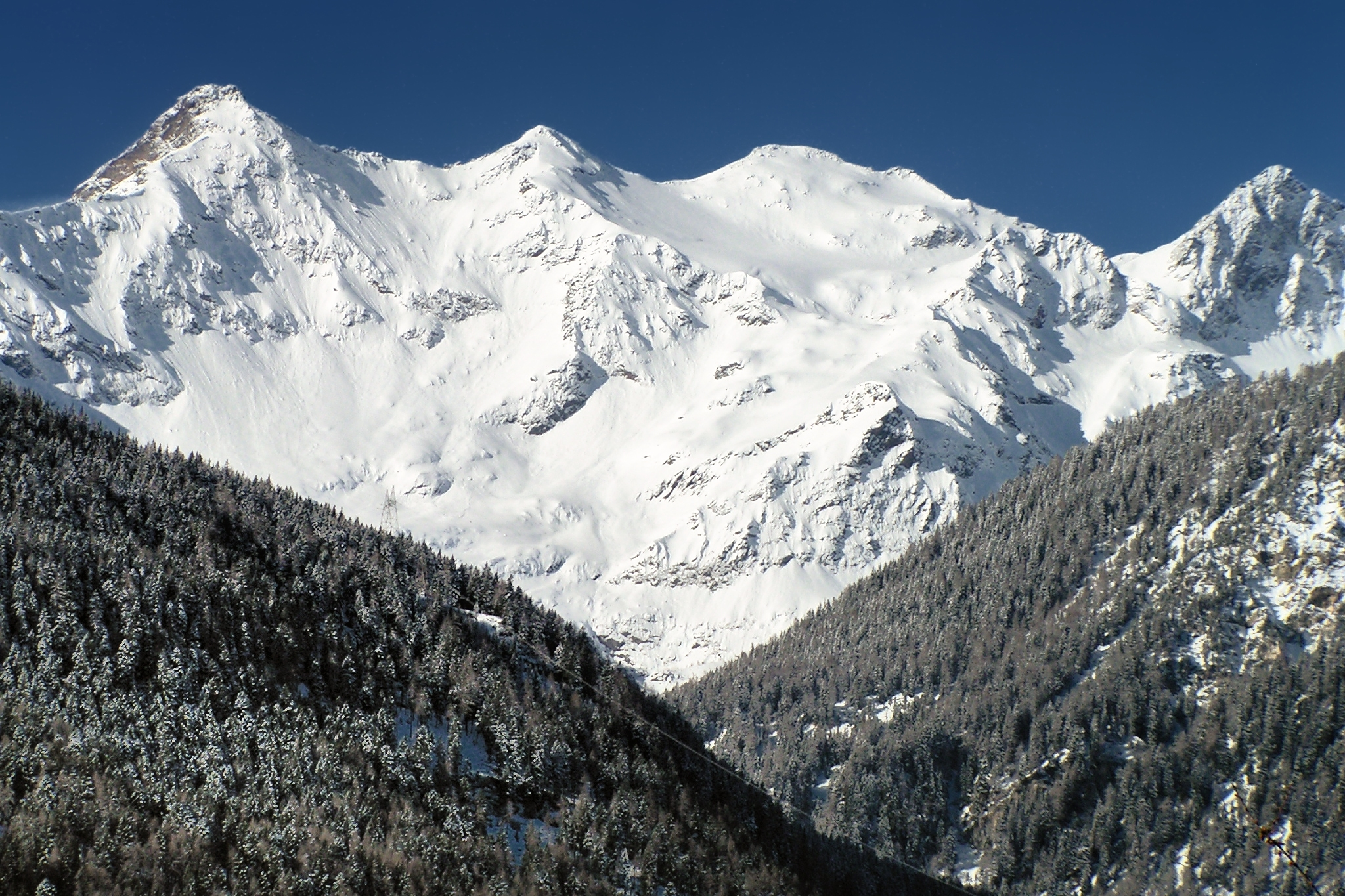
Il Campo Tencia

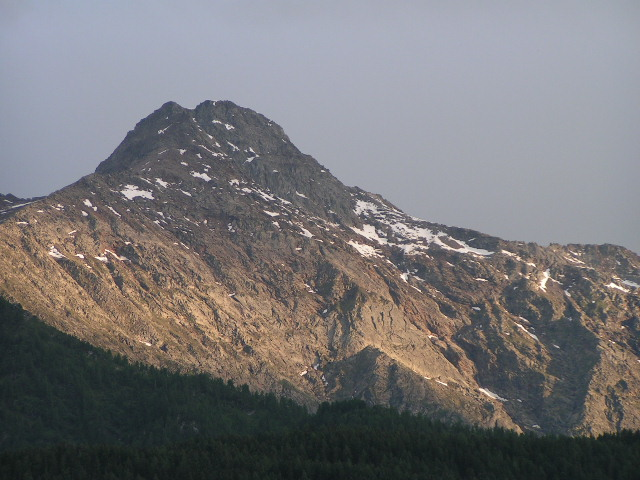
Pizzo Forno

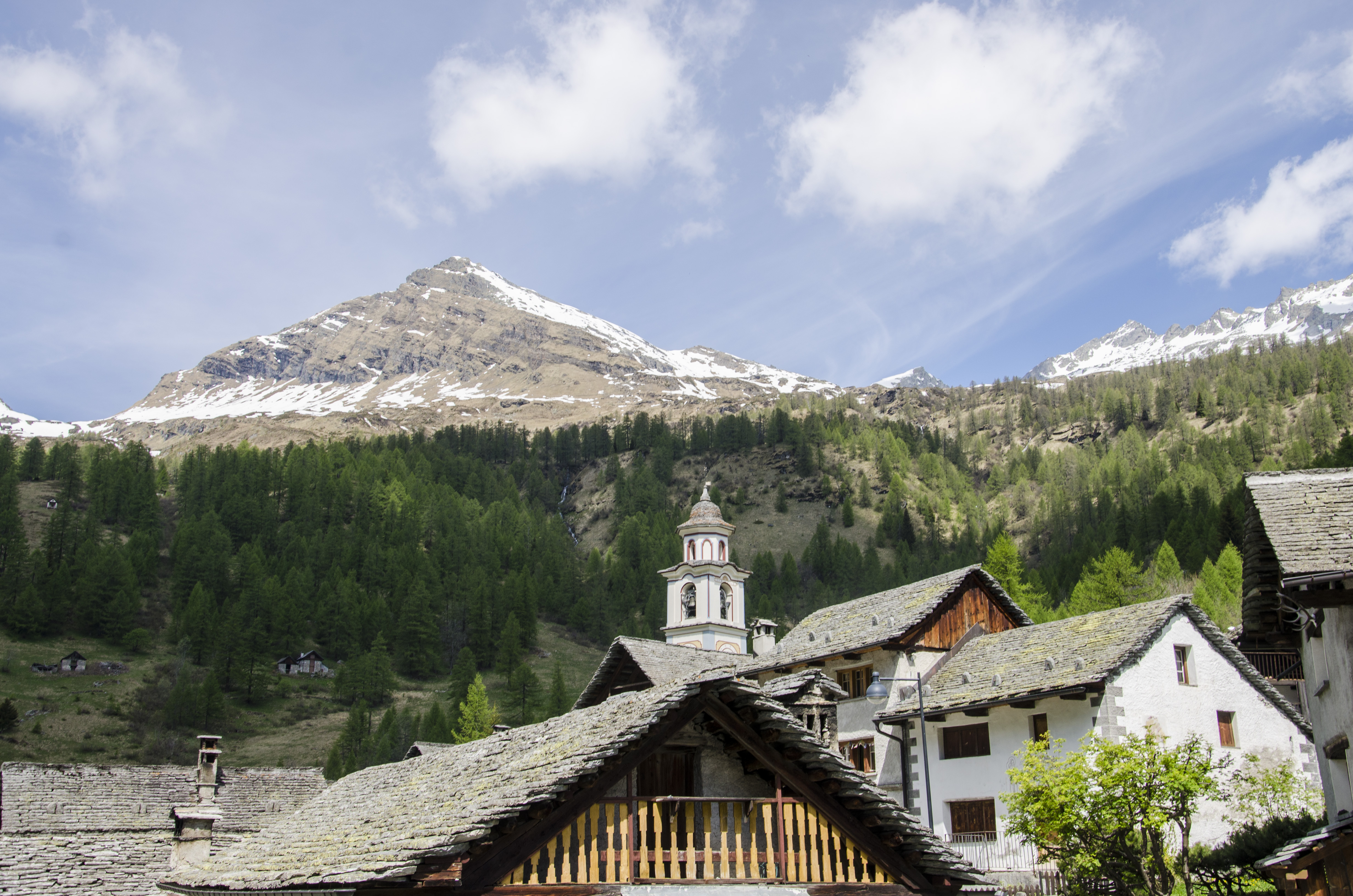
Pizzo Biela

Le vette principali che interessano il gruppo sono:
- Basòdino - 3.273 m s.l.m.
- Campo Tencia - 3.071 m
- Pizzo San Giacomo - 2.924 m
- Pizzo Cristallina - 2.912 m
- Pizzo Forno - 2.907 m
- Pizzo Barone - 2.864 m
- Poncione di Braga - 2.864 m
- Pizzo Biela - 2.863 m s.l.m.
- Pizzo Quadro - 2.793 m
- Madom Gröss - 2.741 m
- Monte Zucchero - 2.736 m
- Poncione di Vespero - 2.717 m
- Pizzo Campolungo - 2.713 m
- Pizzo di Röd - 2.699 m
- Pizzo Solögna - 2.698 m
- Pizzo del Lago Gelato - 2.617 m
- Pizzo di Madéi - 2.551 m
- Cima di Gagnone - 2.518 m
- Poncione Rosso - 2.505 m
- Pizzo di Vogorno - 2.442 m
- Poncione di Piota - 2.439 m
- Pioda di Crana - 2.430 m
- Madone - 2.395 m
- Pizzo delle Pecore - 2.381 m
- Poncione Piancascia - 2.360 m
- Poncione d'Alnasca - 2.301 m
- Monte Togano - 2.301 m
- Pizzo Ragno - 2.289 m
- Pizzo Ruggia - 2.289 m
- Cima della Laurasca - 2.193 m
- Monte Limidario - 2.188 m
- Monte Zeda - 2.156 m
- Pizzo delle Pecore - 2.018 m
- Pizzo Ruscada - 2.004 m
- Cima di Visghéd - 1.937 m
- Sassariente - 1.767 m
- Pizzo Castello - 1.607 m
- Monte Spalavera - 1.534 m

## Rifugi

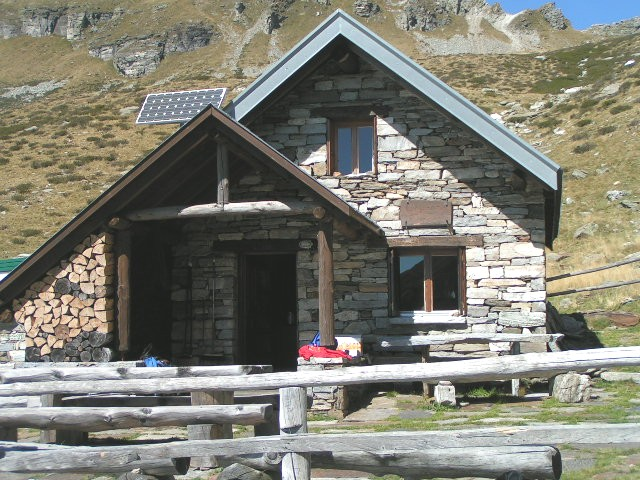
La Capanna Borgna.

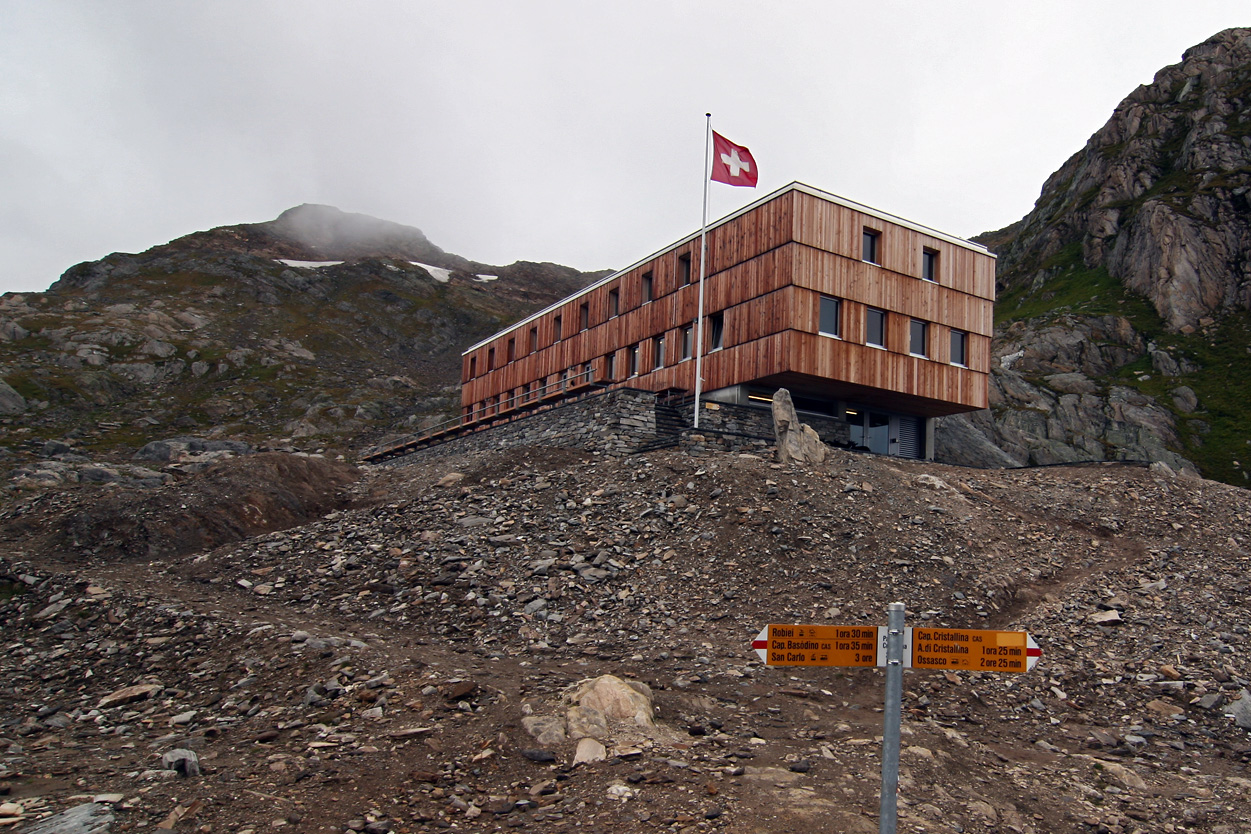
Capanna Cristallina

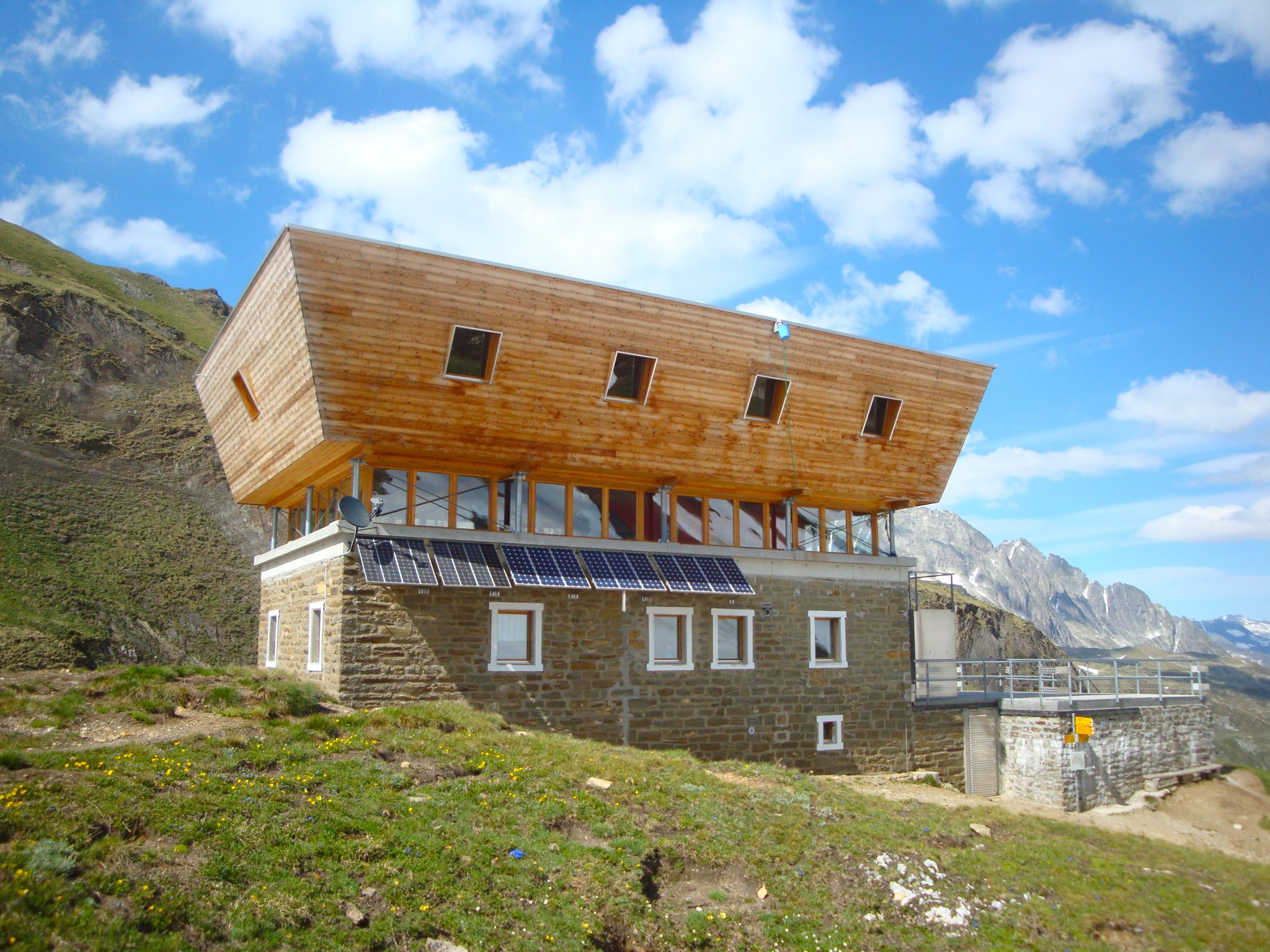
Capanna Corno Gries

Per facilitare l'escursionismo e la salita alle vette nelle Alpi Ticinesi e del Verbano vi sono diversi rifugi:
- Capanna Cristallina - 2.575 m s.l.m.
- Capanna Corno Gries - 2.338 m
- Capanna Leìt - 2.260 m
- Capanna Barone - 2.172 m
- Capanna Campo Tencia - 2.140 m
- Capanna Efra - 2.039 m
- Capanna Alpe Sponda - 2.000 m
- Capanna Poncione di Braga - 2.000 m
- Capanna Garzonera - 1.973 m
- Capanna Cognora - 1.938 m
- Capanna Borgna - 1.919 m
- Capanna Grossalp - 1.907 m
- Capanna Albagno - 1.870 m
- Capanna Basòdino - 1.856 m
- Capanna Tremorgio - 1.850 m
- Capanna Fumegna - 1.810 m
- Capanna Leis - 1.801 m
- Capanna Al Legn - 1.785 m
- Capanna Alzasca - 1.734 m
- Capanna Arena - 1.689 m
- Capanna Alva - 1.570 m
- Capanna Sovèltra - 1.534 m
- Capanna Mognone - 1.460 m
- Capanna Gariss - 1.422 m
- Capanna dell'Alpe di Osola - 1.418 m
- Capanna Orino - 1.400 m

Capanna Baita Arami - 1.456